# Шоу Тайры Бэнкс
«Шоу Тайры Бэнкс» (англ. The Tyra Banks Show) — американское ток-шоу, созданное топ-моделью Тайрой Бэнкс, которая также являлась его ведущей. Премьера состоялась 12 сентября 2005 года на телеканале ABC. Последний выпуск вышел в эфир 28 мая 2010 года.
За 5 сезонов в эфир вышло 810 выпусков ток-шоу.

## Съёмки программы
Съёмки проходят перед живой аудиторией. Ведущий задаёт различные вопросы гостю программы, в ток-шоу поднимаются темы, которые именно в этот момент интересны обществу.
Гостями программы в различные годы были: Рианна, Эшли Медиссон, Майли Сайрус, Билли Рэй Сайрус, Эмили Осмент, Сомали Мам, Айсис Кинг, Ник Афанасьев, Рами Кашу и другие.

## Обзор

### 2005—2009: Телевизионная синдикация
Премьера ток-шоу состоялась 12 сентября 2005 года перед живой аудиторией в телевизионном центре CBS в Лос-Анджелесе. Летом 2007 года шоу переехало в Нью-Йорк и стало сниматься в Chelsea Studios. Премьера второго сезона состоялась 11 сентября 2006 года, третьего — 10 сентября 2007 года, а четвёртого — 8 сентября 2008 года.
«Шоу Тайры Бэнкс» дважды выигрывало премию «Эмми» в номинации «Лучшее ток-шоу» — 20 июня 2008 года и 30 августа 2009 года.

### 2009—2010: The CW и закрытие
7 сентября 2009 года состоялась премьера ток-шоу на канале The CW с новым логотипом и музыкальным сопровождением — ремиксом песни Дайаны Росс «I’m Coming Out».
28 декабря 2009 года было объявлено, что 5-й сезон будет последним. Последний выпуск программы вышел в эфир 28 мая 2010 года.
В 2010 году «Шоу Тайры Бэнкс» было номинировано на премию GLAAD Media Awards в номинации «Лучший выпуск ток-шоу» за выпуск Hell to Pay — Gay Teen Exorcism.